# Qullissat
Qullissat nebo Qulissat (zastarale Qutdligssat) je zaniklé město v kraji Qeqertalik v Grónsku. Město bylo založené na těžbu uhlí. Nachází se na severním pobřeží ostrova Disko. Doly byly v provozu 48 let až do roku 1972, když ztratily svůj význam, což vedlo k jejich opuštění. Do roku 1972 byl Qullisat hlavní město okresu Vaigat, ten však připadl po zániku Qulissatu k okresu Qeqertarsuaq.

## Historie

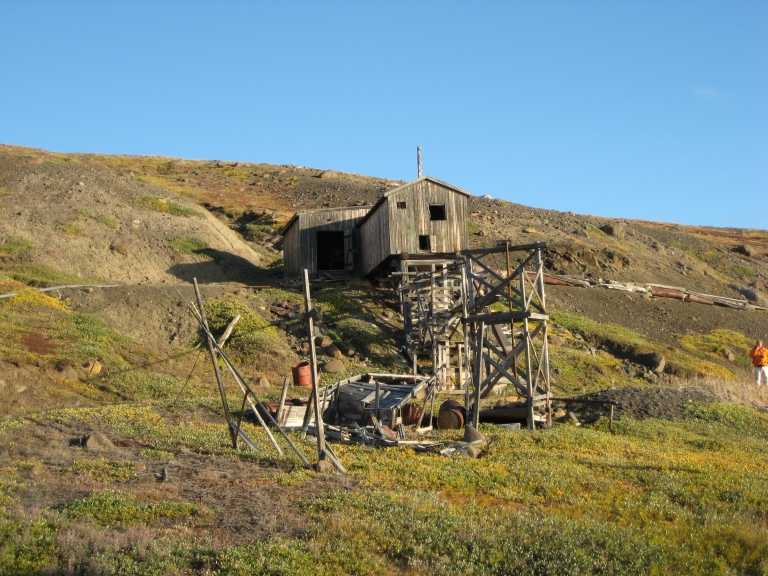
Stará vodárna v Qullissatu

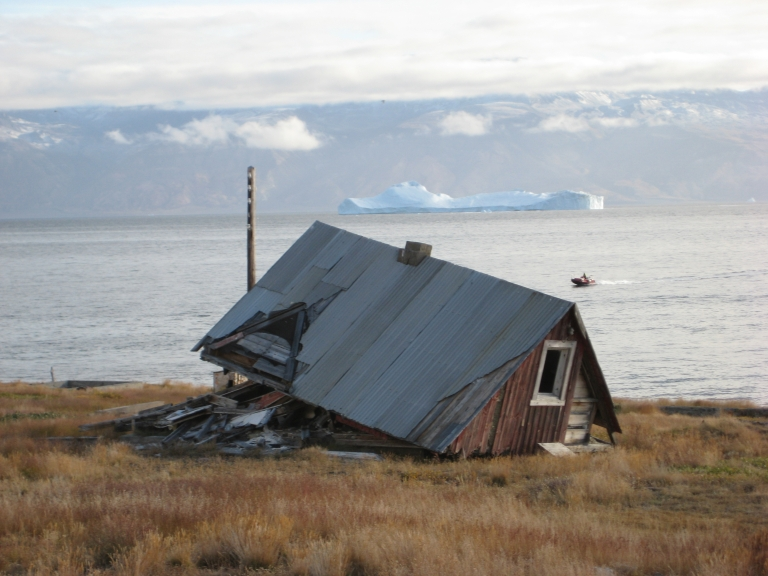
Dům v roce 2008, 36 let poté, co bylo město opuštěno. Dům byl poškozen tsunami z roku 2000.

Qullissat nebyla tradiční Inuitská osada, ale byla založena v roce 1924 jako těžební město. Od roku 1966 důl produkoval 40 000 tun uhlí za rok a v městě žilo 1 400 obyvatel, což jej činilo šestým největším městem v Grónsku. V dolech pracovali především Dánové, Švédové, Gróňané a Britové.
Grónská krajská rada hlasovala pro uzavření dolu v roce 1966 kvůli klesajícím ziskům a poptávce, špatné kvalitě uhlí a nedostatku rybářů tresek v rybářském průmyslu. Obyvatelé měli být přestěhováni po dokončení plánu na přemístění. Důl byl nakonec uzavřen dne 4. října 1972, a to navzdory skutečnosti, že průmysl s treskami zkrachoval. Do té doby se asi 500 obyvatel samo odstěhovalo, zbývajících 900 bylo nuceně přestěhováno, především do měst Qeqertarsuaq, Ilulissat, Uummannaq, Qasigiannguit a Aasiaat. Kuupik Kleist, později premiér Grónska, se narodil v Qullissatu, a byl poslední osobou, která byla biřmována, než osada v roce 1972 zanikla.
Město bylo prodáno 20. října 1972 podnikateli, který město Qullissat zničil. Kostel byl ušetřen a přemístěn do nedalekého Ilulissatu.
V listopadu 2000 zasáhlo Qullissat tsunami způsobené velkým sesuvem půdy na poloostrově Nuussuaq. Tsunami dosáhlo více než 100 metrů do vnitrozemí, ale i když stálo mnoho lidských životů, osady na poloostrově Nuussuaq jsou stále trvale obydlené.

## Geografie
Qullissat se nachází na severovýchodním pobřeží ostrova Disko (grónsky Qeqertarsuaq), na břehu průlivu Sullorsuaq, 20 km širokého průlivu oddělujícího poloostrov Nuussuaq od ostrova Disko.

## Významní obyvatelé
- Kuupik Kleist, premiér Grónska (2009–2013)
- Aka Høeghová, grónská umělkyně